# Todiramphus
Todiramphus (también escrito Todirhamphus) es un género de aves coraciformes perteneciente a la familia Halcyonidae.

## Especies
El género contiene las siguientes especies:
- Todiramphus nigrocyaneus (Wallace, 1862) – alción oscuro;
- Todiramphus winchelli (Sharpe, 1877) – alción cuellirrojo;
- Todiramphus diops (Temminck, 1824) – alción moluqueño;
- Todiramphus lazuli (Temminck, 1830) – alción lapislázuli;
- Todiramphus macleayii (Jardine & Selby, 1830) – alción de Macleay;
- Todiramphus albonotatus (Ramsay, EP, 1884) – alción dorsiblanco;
- Todiramphus leucopygius (Verreaux, J, 1858) – alción ultramar;
- Todiramphus farquhari (Sharpe, 1899) – alción ventrirrufo;
- Todiramphus funebris Bonaparte, 1850 – alción sombrío;
- Todiramphus chloris (Boddaert, 1783) – alción acollarado;
- Todiramphus sordidus (Gould, 1842) – alción de Torres;
- Todiramphus colonus (Hartert, 1896) – alción de las Luisiadas;
- Todiramphus albicilla (Dumont, 1823) – alción de las Marianas;
- Todiramphus tristrami (Layard, EL, 1880) – alción de Melanesia;
- Todiramphus sacer (Gmelin, JF, 1788) – alción del Pacífico;
- Todiramphus enigma (Hartert, 1904) – alción de las Talaud;
- Todiramphus cinnamominus (Swainson, 1821) – alción micronesio;
- Todiramphus pelewensis (Wiglesworth, 1891) – alción de Palau;
- Todiramphus reichenbachii Hartlaub, 1852 – alción de Pohnpei;
- Todiramphus saurophagus (Gould, 1843) – alción lagartijero;
- Todiramphus sanctus (Vigors & Horsfield, 1827) – alción sagrado;
- Todiramphus recurvirostris Lafresnaye, 1842 – alción de pico grueso;
- Todiramphus australasia (Vieillot, 1818) – alción de la Sonda;
- Todiramphus tutus (Gmelin, JF, 1788) – alción respetado;
- Todiramphus ruficollaris (Holyoak, 1974) – alción de Mangaia;
- Todiramphus veneratus (Gmelin, JF, 1788) – alción venerado;
- Todiramphus gambieri (Oustalet, 1895) – alción de Tuamotu;
- Todiramphus gertrudae Murphy, 1924 – alción de la Niau;
- Todiramphus godeffroyi (Finsch, 1877) – alción de las Marquesas;
- Todiramphus pyrrhopygius (Gould, 1841) – alción culirrojo.